# Fatou Kandé Senghor
Fatou Bintou Kandé Senghor es una directora de cine, escritora y fotógrafa senegalesa. 

## Biografía
Senghor nació en Dakar el 9 de enero de 1971 y creció entre Nigeria, Ghana y Benín. Estudió cine y literatura inglesa en la Universidad Charles de Gaulle – Lille III. Consideró no tomar sus exámenes finales e inscribirse en una escuela de arte, pero finalmente desistió de la idea.

## Carrera
En 1996, Senghor trabajó como consultora de comunicaciones para el Banco Mundial. Al año siguiente, encontró trabajo en películas y visuales para el Consejo Nacional de Mujeres Negras. De 1998 a 2000, fue especialista visual del Goethe-Institut. Trabajó en relaciones públicas en el campus de Dakar de la Universidad de Suffolk entre 2000 y 2002. En 2001 fundó en Dakar Waru Studio, un recurso para la investigación artística utilizando nuevas tecnologías. Aunque lo imaginó como un lugar de intercambio para artistas, Waru Studio se hizo conocido como un "creador de oportunidades", lo cual ella rechazó. De 2004 a 2005r fue gerente general de RADIO TOP FM 107.0 e responsable de escribir artículos edistintosos periódicos semanales. Tambiénfue  fotógrafa y diseñadora de vestuario de las películas Faat Kiné de Ousmane Sembène, Off Road de Berenghar Fall y Madame Brouette de Moussa Sène Absa.

## Filmografía
- 1998 : Dal Diam
- 2000 : Tara the path of the World
- 2003 : Dona Ana Maria Cabral
- 2007 : Diola Tigi
- 2008 : My piece of poetry
- 2008 : The Return of the Elephant
- 2012 : The Other in Me
- 2013 : Malibala
- 2015 : Giving Birth